# Shapis
Shapis is een geslacht van vlinders van de familie uilen (Noctuidae), uit de onderfamilie Agaristinae.

## Soorten
- S. mardava Druce, 1897
- S. noctilux Walker, 1854